# جولة في المانيا لدوق ودوقة وندسور سنة 1937
“إدوارد” و“واليس” دوق ودوقة وندسور، زارا ألمانيا النازية في تشرين الأول عام 1937. تنازل إدوارد عن العرش البريطاني في كانون الأول عام 1936، وأصبح أخو إدوارد (جورج السادس) ملك بريطانيا.
حصل إدوارد على لقب دوق وندسور وتزوج بواليس سمبسون في أيار عام 1937، وظهر بأن لديه تعاطفًا مع ألمانيا في تلك الفترة.
في أيلول أعلن اهتمامه للسفر -بصفة خاصة- إلى ألمانيا للقيام بجولة في المصانع، فقد كان مهتمًا رسميًا بالبحث في الظروف الاجتماعية والاقتصادية للطبقة العاملة التي كانت الأكثر تضررًا، إذ إنهم عاشوا ظروف الحرب في أوروبا.
أنصار الدوق اعتقدوا بأنه صانع السلام المحتمل بين بريطانيا وألمانيا، ولكن حكومة المملكة المتحدة البريطانية رفضت الموافقة على مثل هذا الدور، وكانت ضد هذه الجولة لاعتقادها بأن النازيين سيستغلون وجود الدوق بوصفها دعاية.
كان وندسور حريصًا على مرافقة زوجته، في حين رفضت المؤسسة البريطانية ذلك. وعد وندسور الحكومة بالابتعاد عن الأضواء واستمرت الجولة ما بين 12 و23 من تشرين الأول عام 1937.
رافق القائد “روبيرت لي” الدوق والدوقة -اللذان قد دُعيا رسميًا للبلاد من قبل جبهة العمل الألمانية- خلال معظم زيارتهما. زار الزوجان زار المصانع، التي كان العديد منها يُنتج العتاد لغرض إعادة التسليح، وتفقد الدوق القوات الألمانية.
جرت تحية وندسور بوساطة النشيد الوطني البريطاني والتحية النازية، وتناولا العشاء مع كبراء النازيين مثل جوزيف جوبلز وهيرمان جورنك ويواكم فون ريبنتروب وألبرت سبير، فضلًا عن احتساء الشاي مع أدولف هتلر في بريجتسجادن.
أجرى الدوق محادثة طويلة خاصة مع هتلر، ولكن ما ناقشوه بقي غير مؤكدًا، لأن موضوع اجتماعهم تمحور حول الحرب، واحتست الدوقة شاي بعد الظهر مع نائب هتلر (رودولف هيس)، إذ كان هتلر متعاطفًا مع آل وندسور وعامل الدوقة معاملة ملكية.
لم تكن حكومة المملكة البريطانية قادرة على التأثير في مجرى الأحداث، فمنعت موظفيها الدبلوماسيين في ألمانيا من أي تفاعل رفيع المستوى مع الدوق والدوقة. كان الرأي العام البريطاني للجولة صامتًا، إذ كان معظمهم ينظرون إليها بأنها سيئة الذوق ومزعجة في السنة الأولى من حكم جورج. كان من المفترض أن تتبع تلك الجولة واحدة من الولايات المتحدة، ولكن القمع النازي لنشطاء الطبقة العاملة في ألمانيا أدى إلى موجة من الاستنكار لآل وندسور في الحركة العمالية الأمريكية، ما أدى ذلك إلى إلغاء الزيارة الأمريكية. يميل المؤرخون الحديثون إلى اعتبار جولة عام 1937 انعكاسًا لكل من افتقار الدوق إلى الحكم وتجاهله للنصيحة التي تلقاها.

## خلفية
أصبح إدوارد الثامن ملكًا عند وفاة والده في أوائل عام 1936 تقريبًا، وعندما أعلن نيته الزواج من واليس سيمبسون، وهي أمريكية مطلقة مرتين. على الصعيدين السياسي والأخلاقي، وكانت غير مقبولة بوصفها قرينة ملكية للحكومة البريطانية والعائلة المالكة. بصفته ملكًا كان إدوارد الحاكم الفخري لكنيسة إنجلترا، التي منعت المطلقين من الزواج مرة أخرى خلال حياة زواجهم السابق فكل من زوجَي سيمبسون السابقَين كانا لا يزالان على قيد الحياة، وأيضًا يعتقد النقاد أن هذا كان مخالفًا لقسم تتويج إدوارد، فضعف موقعه كملك دستوري، إذ كان إدوارد يعلم أن حكومة ستانلي بالدوين ستستقيل بصفة شبه مؤكدة إذا فرض الملك هذه القضية.
أدرك إدوارد أنه لا عائلته ولا حكومته ولا الكنيسة ولا الناس سيؤيدون الزواج، في كانون الأول 1936، تنازل عن العرش وورثه شقيقه الأصغر (جورج السادس) في المنصب، وأعطي إدوارد لقب دوق وندسور،  تزوج هو وسيمبسون في فرنسا في حزيران من العام التالي، وبعد شهر العسل في فيينا عادوا إلى باريس وأسسوا مقرهم هناك.